# Fryderyka Elżbieta z Saksonii-Eisenach
Friederike Elisabeth (ur. 5 maja 1669 w Altenkirchen, zm. 12 listopada 1730 w Langensalzy) – księżniczka Saksonii-Eisenach i poprzez małżeństwo księżna Saksonii-Weißenfels. Pochodziła z rodu Wettynów.

## Życiorys
Urodziła się jako trzecia córka (siódme spośród ośmiorga dzieci) księcia Saksonii-Marksuhl (od 1671 Saksonii-Eisenach) Jana Jerzego I i jego żony księżnej Joanetty.
7 stycznia 1698 w Jenie poślubiła księcia Saksonii-Weißenfels Jana Jerzego. Para miała siedmioro dzieci:
- księżniczkę Fryderykę (1701-1706)
- księcia Jana Jerzego  (1702-1703), następcę tronu
- księżniczkę Joanettę Wilhelminę (1704-1704)
- księżniczkę Joanettę Amalię (1705-1706)
- syna (1706-1706)
- księżniczkę Joannę Magdalenę (1708-1760), przyszłą księżną Kurlandii
- księżniczkę Fryderykę Amalię (1712-1714)